# جوشوا باتلر
جوشوا باتلر (بالإنجليزية: Joshua Butler)‏ هو مونتير ومنتج أفلام وكاتب سيناريو ومخرج أمريكي، ولد في 30 نوفمبر 1973.

## وصلات خارجية
- جوشوا باتلر على موقع IMDb (الإنجليزية)
- جوشوا باتلر على موقع ألو سيني (الفرنسية)
- جوشوا باتلر على موقع أول موفي (الإنجليزية)
- جوشوا باتلر على موقع قاعدة بيانات الأفلام السويدية (السويدية)
- جوشوا باتلر على موقع قاعدة بيانات الفيلم (الإنجليزية)
- جوشوا باتلر على موقع كينوبويسك (الروسية)